# Węzeł zarodkowy
Węzeł zarodkowy – jedna z dwóch kategorii komórek blastocysty obok trofoblastu. Składa się z pluripotencjalnych komórek macierzystych, które dają początek wszystkim komórkom organizmu. Znajduje się pod trofoblastem. 

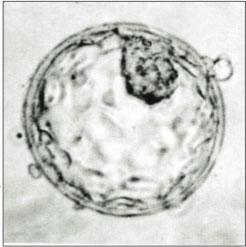
Ludzka blastocysta. W górnej części możemy zaobserwować węzeł zarodkowy (zaciemniony okrągły obszar)

Węzeł zarodkowy powstaje w okresie przedimplantacyjnym zarodka na etapie blastocysty. Można wówczas wyróżnić dwa typy komórek: pluripotencjalne komórki węzła zarodkowego oraz trofoblast. Węzeł zarodkowy widoczny jest jako grudka komórek wewnątrz blastocysty na jednym z jej biegunów. W późniejszych etapach rozwoju powstają z niego trzy listki zarodkowe – endoderma, ektoderma i mezoderma. Trofoblast zaś stanowi zewnętrzną warstwą płaskich komórek otaczających zarodek, dającą początek tkankom pozazarodkowym: części błon płodowych i zarodkowej części łożyska. Komórki węzła zarodkowego są pluripotencjalne, ponieważ są w stanie różnicować się w każdą tkankę organizmu.
Komórki tworzące węzeł zarodkowy – embrioblast – różnicują się w dwie warstwy: sąsiadujący z jamą blastocysty hipoblast (endoderma pierwotna) oraz znajdujący się pomiędzy hipoblastem a trofoblastem biegunowym epiblast (dawniej: ektoderma pierwotna)..
Po implantacji, komórki epiblastu tworzą ciało zarodka oraz mezodermę pozazarodkową, która wchodzi w skład błon płodowych: owodni, kosmówki i pęcherzyka żółtkowego oraz tworzy omocznię. Z komórek hipoblastu powstaje warstwa endodermy pęcherzyka żółtkowego. Trofektoderma daje początek trzonowi łożyskowemu oraz ektodermie pozazarodkowej kosmówki.
Blastomery wyizolowane z komórek węzła zarodkowego mogą dawać początek zarodkowym komórkom macierzystym ES.